# Anectropis
Anectropis là một chi bướm đêm thuộc họ Geometridae.